# سامورا ماچل
سامورا ماچل (انگلیسی: Samora Machel؛ ۲۹ سپتامبر ۱۹۳۳ – ۱۹ اکتبر ۱۹۸۶) یک سیاست‌مدار اهل موزامبیک بود.

## اوایل زندگی
ماچل در روستای مادراگوآ (چیلمبنه امروزی)، استان گازا، موزامبیک، در خانواده‌ای کشاورز به دنیا آمد. پدربزرگ او یکی از همکاران فعال گونگونهانا، از رهبران ضد استعمار پرتغال، بود. تحت حاکمیت پرتغال، پدرش، مانند اکثر سیاهپوستان موزامبیکی، با اصطلاح تحقیرآمیز «indígena» (بومی) طبقه‌بندی می‌شد.
او مجبور شد قیمت کمتری را برای محصولات خود نسبت به کشاورزان سفید بپذیرد. مجبور به کشت پنبه، که کاری پرزحمت بود، شد، که زمان را از تولید محصولات غذایی مورد نیاز خانواده‌اش گرفت. اجازه نداشت علامت خود را بر دامهایش برای جلوگیری از دزدی بزند. با این حال، پدر ماچل یک کشاورز موفق بود که تا سال ۱۹۴۰ چهار گاوآهن و ۴۰۰ راس گاو در تملک خود داشت. ماچل در این دهکده کشاورزی بزرگ شد و در مدرسه ابتدایی میسیونر مذهبی تحصیل کرد. در سال ۱۹۴۲ به مدرسه در شهر زونگوئه در استان گازا فرستاده شد.
ماچل از سال ۱۹۵۴ شروع به تحصیل در رشته پرستاری در پایتخت شهر لورنسو مارکز (ماپوتو امروزی) کرد. در دهه ۱۹۵۰، او مشاهده کرد که برخی از زمین‌های حاصلخیز اطراف جامعه کشاورزی خودی در سواحل  رودخانه لیمپوپو توسط دولت استانی تصاحب شده بود و مهاجران سفیدپوست در آنها مستقر شده‌اند، که طیف گسترده‌ای از زیرساخت‌های جدید را برای منطقه ایجاد کرد. مانند بسیاری دیگر از موزامبیکی‌ها، در نزدیکی مرز جنوبی موزامبیک، برخی از بستگان او برای کار به معادن آفریقای جنوبی، که فرصت‌های شغلی بیشتری داشت، رفتند. اندکی بعد یکی از برادرانش در یک حادثه معدن کشته شد. 
او که قادر به تکمیل آموزش رسمی در بیمارستان میگل بومباردا در لورنسو مارکز نبود، شغلی به عنوان دستیار در همان بیمارستان پیدا کرد و به اندازه کافی درآمد کسب کرد تا تحصیلات خود را در مدرسه شبانه ادامه دهد. او تا زمانی که کشور را ترک کرد و به مبارزات ناسیونالیستی موزامبیک در کشور همسایه تانزانیا پیوست، در بیمارستان کار می‌کرد. 

## مبارزه برای استقلال
ماچل جذب آرمان‌های ضد استعماری شد و فعالیت‌های سیاسی خود را از بیمارستان میگل بومباردا در لورنسو مارکز آغاز کرد، درآنجا او به این واقعیت اعتراض کرد که پرستاران سیاه‌پوست کمتر از سفیدپوستانی که همان کار را انجام می‌دهند، دستمزد می‌گیرند. زمانی که یک ضد فاشیست سفیدپوست، نماینده داروسازان ژائو فریرا، به او هشدار داد که او توسط پلیس سیاسی پرتغال، PIDE، تحت نظر است. او از مرز عبور کرد و از طریق سوازیلند، آفریقای جنوبی و بوتسوانا به جنبش فره لیمو در دارالسلام پیوست.
در دارالسلام ماچل برای خدمت سربازی داوطلب شد و یکی از نفرات دومین گروه از چریک‌های فره لیمو بود که برای آموزش به الجزایر فرستاده شدند. در بازگشت به تانزانیا، او مسئول کمپ تمرینی خود فره لیمو در کنگوا شد.پس از اینکه فره لیمو، در ۲۵ سپتامبر ۱۹۶۴، جنگ استقلال‌طلبانه را آغاز کرد، طولی نکشید که ماچل به یک فرمانده کلیدی تبدیل شد و نامش به ویژه در شرایط طاقت فرسای منطقه شرقی استان پهناور و کم جمعیت نیاسا بر سر زبان‌ها افتاد. او به سرعت در صفوف ارتش چریکی FPLM ارتقاء یافت و پس از مرگ اولین فرمانده آن، فیلیپه ساموئل ماگایا، در اکتبر ۱۹۶۶، فرمانده ارتش شد. 
بنیانگذار فری لیمو و اولین رئیس‌جمهور، ادواردو ماندلین، در ۳ فوریه ۱۹۶۹ توسط یک بسته انفجاری ترور شد. معاون او، کشیش اوریا سیمانگو، انتظار داشت که مسئولیت را بر عهده بگیرد.

## استقلال

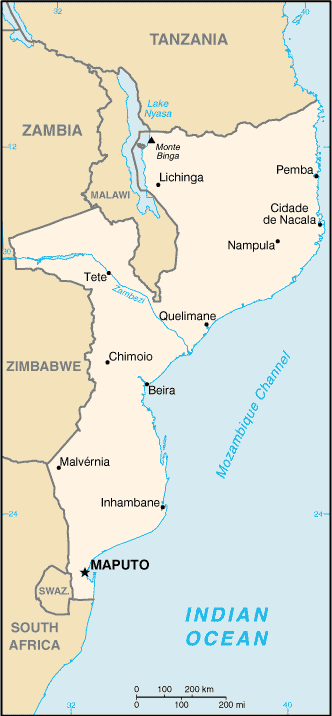
موزامبیک مستقل و پایتخت آن ماپوتو

هشدار فوری فره لیمو این بود که چیزی به نام استعمار دموکراتیک وجود ندارد و هیچ‌کس نباید تصور کند که موزامبیکی‌ها حکومت پرتغالی‌ها را فقط به دلیل تغییر حکومت در لیسبون تحمل می‌کنند. ترس‌ فره لیمو کاملاً موجه بود. وزارت امور خارجه به ژنرال 
آنتونیو دی اسپینولا اجازه داد تا اولین رئیس‌جمهور پس از کودتا شود. او فرمانده نیروهای پرتغالی در گینه بیسائو و سپس گینه پرتغال بود و اعتقاد بر این بود که عمیقاً در ترور رهبر ملی گرای گینه، امیلکار کابرال، دست داشته است.
اسپینولا قصد نداشت موزامبیک و آنگولا را رها کند. او رویای یک جامعه مشترک‌المنافع پرتغالی‌زبان را در سر داشت که از لیسبون اداره می شد و خواستار برگزاری همه‌پرسی استقلال بود. ماچل چنین طرح‌هایی را با این جمله رد کرد: «از برده نمی‌پرسی که آیا می‌خواهد آزاد شود، به‌ویژه زمانی که در حال شورش است، و مهمتر اگر برده‌دار خودت باشی». 
گفتگوهای اولیه بین فره لیمو و دولت جدید پرتغال که در ژوئن ۱۹۷۴ در لوساکا برگزار شد، بی‌نتیجه ماند. برای ماچل واضح بود که وزیر امور خارجه پرتغال، رهبر حزب سوسیالیست، ماریو سوارز، قدرتی برای مذاکره دربارهٔ استقلال ندارد.بنابراین ماچل یکی از مشاوران ارشد خود، آکینو دو براگانسا را به لیسبون فرستاد تا دریابد که واقعاً چه کسی قدرت را در پرتغال در دست دارد. پاسخ او این بود که فره لیمو واقعاً باید با وزارت خارجه صحبت می‌کرد، به ویژه با روشنفکران نظامی مانند سرهنگ ارنستو ملو آنتونس، که قدرتش رو به افزایش بود، زیرا قدرت اسپینولا رو به زوال بود.
ماچل حاضر نشد به پرتغالی‌ها آتش‌بسی که می‌خواستند بدهد. تا زمانی که تعهدی به استقلال موزامبیک وجود نداشت، جنگ ادامه خواهد داشت. فره لیمو جبهه خود را در استان زامبزیا بازگشایی کرد و عملیات را در سراسر منطقه جنگی افزایش داد. مقاومت کمی وجود داشت. پس از فروپاشی دولت کائتانو، سربازان پرتغالی، در رده‌های مختلف، در ادامه جنگ فایده چندانی ندیدند و ترجیح دادند در پادگان‌های خود بمانند.

## جنگ در رودزیا
فره لیمو پیوندهای دیرینه‌ای با جنبش‌های ملی‌گرای زیمبابوه داشت. حتی در طول جنگ استقلال، چریک‌های ZANLA (ارتش آزادیبخش ملی آفریقای زیمبابوه)، شاخه مسلح ZANU (اتحادیه ملی آفریقای زیمبابوه)، می‌توانستند از مناطق تحت کنترل فره لیمو در استان تته در مناطق شمالی رودزیا عملیات کنند. پس از اعمال تحریم‌های سازمان ملل علیه دولت رودزیا، تمام طول مرز برای تهاجم ملی‌گرایان به رودزیا در دسترس قرار گرفت. 
رابرت موگابه، رهبر ZANU در سال ۱۹۷۴ از زندان سالزبری رودزیا آزاد شد و سال بعد به موزامبیک راه یافت.ماچل در ابتدا به کودتای در ZANU که موگابه را به قدرت رسانده بود مشکوک بود و عملاً به شهر مرکزی کلیمنه، همان جایی که انگلیسی تدریس می‌کرد، فرستاده شد. 
ماچل که از اختلافات درون ناسیونالیسم زیمبابوه خسته شده بود، از جایگزینی برای ZANU و رقیبش ZAPU حمایت مالی کرد. این ارتش مردمی زیمبابوه (ZIPA) بود که بسیاری از عملیات‌ها در شرق زیمبابوه را بر عهده گرفت و رسانه‌های موزامبیک با اشتیاق برایش تبلیغ کردند.اما به زودی معلوم شد که نیروی غالب در داخل ZIPA چریک‌های ZANLA بودند که هیچگاه وفاداری خود به ZANU و موگابه را رها نکرده بودند. 

## جنگ داخلی
در سال ۱۹۷۷، یک ارتش شورشی به نام RENAMO شورشی را با حمایت رودزیا آغاز کرد و کشور را وارد جنگ داخلی کرد. پس از فروپاشی دولت اسمیت، نیروی شورشی از آفریقای جنوبی حمایت دریافت کرد. این جنبش در ابتدا به عنوان RNM شناخته می‌شد، اما از سال ۲۰۰۳ نام مخفف Renamo را به کار گرفت. 
در طول دهه ۱۹۸۰، دولت آفریقای جنوبی نگرش خصمانه فزاینده‌ای نسبت به کشورهای خط مقدم داشت. موزامبیک، به ویژه، متهم به پناه دادن به پایگاه‌های نظامی کنگره ملی آفریقا بود.

## حادثه مرگبار
در ۱۹ اکتبر ۱۹۸۶، ماچل در نشستی در امبالا، زامبیا شرکت کرد و خواستار اعمال فشار بر دیکتاتور زئیری، موبوتو سسه سکو، به دلیل حمایت او از جنبش مخالف آنگولا UNITA شد. در برگشت ماچل دستور وزارت امنیت مبنی بر اینکه رئیس‌جمهور نباید در شب سفر کند - با عواقب مرگبار - زیر پا گذاشت. هواپیمای او هرگز به ماپوتو نرسید. در آن شب، به یک تپه در Mbuzini، درست در داخل آفریقای جنوبی سقوط کرد. ماچل و ۳۳ نفر دیگر جان باختند. نه نفری که در عقب هواپیما نشسته بودند جان سالم به در بردند. 
کمیسیون مارگو، که توسط دولت آفریقای جنوبی ایجاد شد، و شامل نمایندگی بین‌المللی در سطح بالا نیز بود، این حادثه را بررسی کرد و به این نتیجه رسید که این حادثه ناشی از اشتباه خلبان بوده‌است.  با وجود پذیرش یافته‌های آن توسط سازمان بین‌المللی هوانوردی کشوری، این گزارش توسط دولت‌های موزامبیک و شوروی رد شد. 

## تشییع جنازه
مراسم تشییع جنازه رسمی ماچل در ۲۸ اکتبر ۱۹۸۶ در ماپوتو برگزار شد. در آن تعداد زیادی از رهبران سیاسی و دیگر افراد برجسته از آفریقا و جاهای دیگر، از جمله دکتر رابرت موگابه از زیمبابوه، دکتر کنت کائوندا از زامبیا، ژولیوس نایرره از تانزانیا، پادشاه موشوشو دوم از لسوتو، دنیل آراپ موی از کنیا و یاسر عرفات از دولت فلسطین شرکت داشتند. 